# 2024年9月逝世人物列表
2024年逝世人物列表：1月 - 2月 - 3月 - 4月 - 5月 - 6月 - 7月 - 8月 - 9月 - 10月 - 11月 - 12月
2024年9月逝世人物列表，是用于汇总2024年9月期间逝世人物的列表。

## 依日期排序

### 30日
- 朴志雅，52歲，韓國女演員，腦出血。[1]
- 迪肯貝·穆湯波（英語：Dikembe Mutombo），58歲，剛果裔美國名人堂籃球運動員（丹佛金塊隊、休士頓火箭隊、亞特蘭大老鷹隊），患有腦癌。[2]
- 彼得·羅斯（英語：Pete Rose），83歲，前美國職業棒球運動員及總教練，曾效力和執教辛辛那提紅人隊。[3]
- 白德懋，101岁，中国建筑师，北京市建筑设计研究院顾问、总建筑师。[4]
- 劉麗英，92岁，中國政治人物，曾任中央纪委副书记（中央机关部长级干部）。[5][6]

### 29日
- 邹江鹏，43岁，中國釀酒工程師，贵州金沙窖酒酒业有限公司副总经理、技术研究院院长。[7]
- 刘冰，52岁，中國學者，山东大学管理学院教授、博士生导师。[8]
- 理查德·哈密顿（英語：Richard Hamilton），81歲，美國數學家，哥倫比亞大學教授。[9]
- 田淑，98歲，韓國電影女演員。[10]
- 魏荣章，104岁，中国电力勘测设计事业的开创者之一、正厅局级离休干部。[11]
- 大山羨代（日語：大山 のぶ代），90歲，日本聲優，代表角色「哆啦A夢」。衰老。[12][13]

### 28日
- 田英章，74歲，中國書法家。[14]
- 克里斯·克里斯托佛森（英語：Kristoffer Kristofferson），88歲，美國鄉村音樂歌手，作曲家，音樂家和電影演員。[15]
- 王玉璽，85歲，中國政治人物。山东省人大常委会原副主任、党组原副书记。[16]

### 27日
- 杨然，66岁，中国诗人，成都市作家协会原副主席。[17]
- 瑪吉·史密斯女爵士（英語：Dame Maggie Smith），89歲，英國女演員，代表角色包括在憑哈利波特系列電影飾演麥教授。
- 王啟敏，69歲，台灣政治人物，中國國民黨屏東縣議員，心肌梗塞。[18]
- 克里夫·艾佛頓（英語：Clive Everton），87歲，英國桌球和斯諾克選手、解說員、記者，Snooker Scene創始人。[19]
- 2024年真主黨總部空襲中身亡者：
  - 哈桑·纳斯鲁拉（阿拉伯語：حسن نصرالله），64岁，黎巴嫩政治人物，真主党总书记；[20]
  - 阿里·加拉奇（阿拉伯語：علي كركي），56或57歲，真主黨軍事人物，南方前線指揮官[21]；
  - 阿巴斯·尼爾福魯尚（波斯語：عباس نیلفروشان），57或58歲，伊朗伊斯蘭革命衛隊副指揮官兼駐黎巴嫩聖城軍指揮官[22]。
- 朴勝一，53歲，韓國職業籃球運動員及教練，肌萎縮性側索硬化症。[23]
- 顏世鴻，96歲，台灣醫生，白色恐佈受害者。[24]

### 26日
- 陶磊，44岁，中國電氣工程學者，西安交通大学化学工程与技术学院党委副书记。[25]
- 李炳華，81歲，中國政治人物，中央文史研究館館員。曾任北京奧組委黨組成員、執行副主席，中共北京市委組織部部長。[26]
- 約翰·亞西頓（英語：John Ashton），76岁，美國演員。[27]
- 黎慶福，70歲，臺灣醫師，基隆礦工醫院院長，急性心肌梗塞。[28]

### 25日
- 謝忝宋，82歲，馬來西亞書畫家。[29]
- 金凤浩，87岁，中国作曲家。[30]
- 王軍，52歲，中國影視編劇，代表作《金粉世家》、《台灣首任巡撫劉銘傳》。心臟病。[31]
- 豐福明，80歲，台灣藝術家，原住民族傳統表演藝術「阿美族馬蘭Macacadaay」保存者、複音傳唱藝師。[32]

### 24日
- 皮埃爾-威廉·格倫（法語：Pierre-William Glenn），80歲，法國電影導演、攝影師、剪輯、製片，曾任法國電影攝影師協會主席，2017年法國政府藝術與文學騎士勳章得主[33]。

### 23日
- 阿馬杜-馬赫塔爾·姆博（法語：Amadou-Mahtar M'Bow），103歲，塞內加爾政治人物，曾任该国教育部长及聯合國教科文組織總幹事。[34]
- 詹森雄，83歲，台灣指揮家，華視大樂隊指揮。[35]
- 魯伯特·基根（英语：Rupert Keegan），69歲，英國前一級方程式職業賽車手[36]
- 阿西姆·帕爾斯（英语：Asım Pars），48歲，土耳其、波士尼亞雙重國籍職業籃球選手。上吊自殺[37]。

### 22日
- 詹明信（英語：Fredric Jameson），90歲，美國左翼批評家。[38]
- 曹以雄，68歲，台灣政治人物，連江縣聚落保存之父。[39]

### 21日
- 任建新，99岁，中国政治人物，曾任中国共产党中央书记处书记，中央政法委员会书记，中国人民政治协商会议全国委员会副主席，最高人民法院院长。[40]
- 胡敏，92岁，中国政治人物，曾任中国国民党革命委员会中央委员会副主席。[41][42]
- 阿卡潘·納瑪，39歲，泰國演員。心肌癌。[43]
- 盧洪，98歲，中國政治人物，曾任山東省人民政府副省長，山東省人大常委會副主任，全國人大代表。[44]
- 李濱，95歲，中國演員。[45]

### 20日
- 拿督依丁沙茲里（英语：Eddin Syazlee Shith），50歲，馬來西亞森美蘭地方政治人物，曾任希盟政府通訊及多媒體部副部長，後在國盟、國陣內閣亦出任其它部門副部長。病逝。[46]
- Sayuri，28岁，日本J-pop创作歌手。[47]

### 19日
- 刘文杰，57岁，中國政治人物，湖南省财政厅厅长，刑事案件中坠楼身亡。[48]
- 朴東宣（韓語：박동선），89岁，前韓國說客。他曾參與1970年代韓國門事件以及石油換食品計劃。[49]
- 布魯諾·薩科（Bruno Sacco），90歲，義大利汽車設計工程師，效力德國汽車品牌梅賽德斯·賓士達42年。[50]
- 维多利亚·罗什奇娜（烏克蘭語：Вікторія Володимирівна Рощина），27歲，烏克蘭記者，在俄羅斯當局拘禁期間身亡。[51]

### 18日
- 許家蓓，47歲，台灣政治人物，民主進步黨臺北市議員，子宮內膜癌。[52]
- 薩爾瓦托雷·斯基拉奇（英語：Salvatore Schillaci），59歲，義大利足球運動員。1990年國際足協世界盃金靴獎得主。結腸癌。[53]
- 周秀文，63歲，華裔美國企業家，美滿電子科技聯合創始人；曾任該公司的執行長兼董事。[54]
- 拿督黃耀仁，86歲，馬來西亞鋼琴家、作曲家。阿茲海默症患者。[55]
- 叶楚梅，96岁，叶剑英长女。[56]

### 17日
- 张祺乐，37岁，中國法學家，西南政法大学人权研究院（人权学院）硕士生导师。[57]
- 丹斯里阿末顿（英语：Ahmad Mohd Don），77歲，馬來西亞銀行家，第5任國家銀行總裁（1994-1998年），後輾轉金融界、上市公司，病逝於安聯銀行主席任内。多重器官衰竭。[58]
- J·D·邵德（英語：J.D. Souther），78岁，美國歌手、詞曲作者和演員。[59]
- 石班瑜（原名石仁茂），66歲，台灣配音員。[60]
- 李越挺，86歲，香港公務員，前教育署署長（1987-1992年）[61]
- 金有豫，97歲，中國藥理學家，曾任首都醫科大學教授，中國藥理學會副秘書長，藥典委員會委員。[62]
- 許社佳，94歲，新加坡華裔企業家，源利集團創辦人。[63]

### 16日
- 葉竹盛，78歲，台灣抽象藝術畫家。[64]
- 加里·肖（英語：Gary Shaw），63歲，英格蘭足球運動員，曾於1980年代初期效力阿斯頓維拉。司職前鋒。[65]
- 胡繼高，94歲，中國文物保護專家，中國文物研究所研究員，曾任第八、九屆全國政協委員。[66]
- 宋彬彬，77歲，文化大革命期間紅衛兵，因红八月期間給毛澤東配戴紅袖章聞名全國。[67]
- 荒木田裕子（日語：荒木田 裕子），70岁，日本排球运动员，曾获1976年蒙特利尔奥运会女排金牌。曾任东京奥组委副会长。[68]
- 彼得·M·格林（英語：Peter Morris Green），99岁，英國歷史學家、古典學家和小說家，主要作品有《馬其頓的亞歷山大》、《希波戰爭》等。[69]
- 細江英公，91歲，日本攝影師。原名敏廣（敏廣/としひろ）。東京工藝大學名譽教授。左副腎腫瘤。[70]
- 西德妮·威爾遜，33歲，美國前大學籃球選手、全國有色人種協進會成員、仲量聯行租賃操作專員。槍殺[71]。

### 15日
- 瓦倫丁·薩蒙吉（羅馬尼亞語：Valentin Samungi），82歲，羅馬尼亞男子手球運動員。[72]
- 埃利亞斯·扈利（阿拉伯語：إلياس خوري），76歲，黎巴嫩小說家、劇作家和批評家。[73]
- 狄托·傑克森（英語：Tito Jackson），70歲，美國搖滾音樂歌手，傑克森五人組成員之一。[74]

### 14日
- 申海莉（韓語：신해리），32歲，韓國模特兒、賽車女郎，因心臟麻痺去世。
- 于友西，91岁，中国历史教育学家、首都师范大学教授。[75]
- 奧蒂斯·戴維斯（英語：Otis Davis），92岁，美國男子田徑運動員。[76]

### 13日
- 丹斯里胡欣阿末，90歲，馬來西亞政治人物，巫統前宣傳主任。前地方政府和房屋部副部長、吉蘭丹州副州務大臣。帕金森患者[77]。
- 園部逸夫（日語：園部 逸夫），95歲，日本法律學者和律師。前最高裁判所判事。[78]
- 许勇，66歲，中国人民解放军战区级副职退休干部、原成都军区善后工作办公室中将主任[79]

### 12日
- 西塔拉姆·亞秋里（英語：Sitaram Yechury），72岁，印度共產主義政治家，曾任印度共产党（马克思主义）中央委员会总书记[80]
- 曾國峰，83歲，台灣演員。[81]
- 陈显华，87歲，中国人民解放军副大军区职退休干部、原成都军区副司令员[82]
- 盧之超，91歲，中国政治人物，曾任全国政协副秘书长、机关党组成员。[83]

### 11日
- 阿尔贝托·藤森（又名藤森謙也），86岁，秘鲁日本裔政治人物，曾任秘鲁总统（1990—2000年）[84]
- 彼得·克拉斯霍斯特（荷蘭語：Peter Klashorst），67岁，荷蘭畫家、雕刻家和攝影師。[85]
- 王英哲，55岁，台灣政治人物，基隆市地政處處長。[86]

### 10日
- 伊藤敏（日語：伊藤 敏），84歲，日本演歌歌手，歌謠組合敏いとうとハッピー&ブルー成員。前列腺癌。[87]
- 孔憲京，72歲，中國水工結構專家，大連理工大學教授。[88]
- 尚慕杰（英語：Jim Sasser），87岁，美国政治人物，曾任美国驻华大使（1996—1999年）。[89]
- 鮮揚，51歲，中國企業家。恒鼎实业创始人、董事会主席、执行董事以及主要股东。病逝。[90]

### 9日
- 詹姆斯·厄爾·瓊斯（英語：James Earl Jones），93歲，美國男演員。[91]
- 李海生，83歲，香港演員、武術指導及教練。[92]
- 江庚辰，83歲，中国北京电影制片厂演員。[93]
- 拉惹柏特拉，73歲，馬來西亞政治評論家和部落客。[94]

### 8日
- 吳健保，73歲，台灣政治人物，前台南縣議會議長。[95]
- 伊爾坎·卡拉曼（土耳其語：İlkan Karaman），34歲，土耳其男子籃球運動員。车祸身亡。[96]
- 毕卡斯·塞希（英語：Vikas Sethi），48歲，印度演員。心脏病发。[97]
- 艾德·克蘭普爾（英語：Ed Kranepool），79歲，美國職棒大聯盟的一壘手及外野手。職業生涯皆效力於紐約大都會。[98]
- 篠原惠美（日語：篠原 恵美），61歲，日本聲優。[99]
- 林青，91岁，中国政治人物，台州师专原党委书记、校长。[100]
- 鐵流（本名黃澤榮，筆名曉風），91歲，中國記者和作家。[101]
- 王作義，93歲，中国人民解放军副大军区职离休干部、原北京军区副政治委员。[102]

### 7日
- 蔡元虎，74岁，中国航空发动机专家。[103]
- 丹·摩根司坦（英语：Dan Morgenstern），94岁，德國裔美國籍音樂史學家，專業領域為爵士樂[104]。

### 6日
- 索尼婭·約萬（羅馬尼亞語：Sonia Iovan），88歲，羅馬尼亞女子競技體操運動員。[105]
- 艾森努尔·埃兹吉·艾吉（英語：Ayşenur Ezgi Eygi），26歲，土耳其裔美國籍人权活动家，参加约旦河西岸抗议活动時，被以色列军开枪射杀[106]。
- 瑞貝卡·霍恩（英语：Rebecca Horn），80歲，德國視覺藝術家、電影導演[107]。

### 5日
- 丽贝卡·切普特盖（英語：Rebecca Cheptegei），33岁，乌干达田径运动员，2024年奥运会女子马拉松参赛选手，被前男友泼汽油烧死。[108]
- 蔡寬裕，91岁，臺灣白色恐怖時期政治受難者。[109]
- 盧文信，51歲，台灣政治人物，屏東縣前枋寮鄉長。[110]
- 冯成强，52岁，北京师范大学地理科学学部自然资源学院高级工程师。[111]
- Rich Homie Quan，34歲，美國饒舌歌手、歌手與詞曲作家。[112]
- 桂二牛，76歲，中國職業足球迷，因起標誌性紅色牛角帽打扮廣為人知，人送外號「江西第一牛」。[113]
- 二神光，33歲，日本演員。车祸身亡。[114]

### 4日
- 埃梅斯·拉米雷斯（西班牙語：Hermes Ramírez），76歲，古巴田徑運動員。[115]
- 楊仁福，82歲，台灣政治人物，前立法委員。[116]

### 3日
- 伊戈爾·斯派斯基（俄語：Игорь Дмитриевич Спасский），98歲，俄羅斯紅寶石設計局的總設計師。[117]
- 圭多·卡洛·加蒂（義大利語：Guido Carlo Gatti），86歲，義大利男子籃球運動員。[118]
- 岡田太郎，94歲，日本電視節目製作人，共同電視前社長。女演員吉永小百合丈夫。膽管癌。[119]

### 2日
- 鲁道夫·埃尔南德斯·苏亚雷斯（西班牙語：Rodolfo Hernández Suárez），79歲，哥倫比亞政治家、土木工程師和商人。[120]
- 桑特·馬爾西利（義大利語：Sante Marsili），73歲，義大利男子水球運動員。[121]

### 1日
- 徐少強，73歲，香港演員及武術指導。食道癌。[122][123]
- 佐佐涼子，56岁，日本女作家。[124]
- 胡冠中，28歲，台灣自然書寫作家。溺水。[125]
- 黎愛蓮，75歲，香港女歌手。[126]
- 角田启辅（日語：角田啓輔），91岁，日本桌球運動員。[127]
- 白石，97岁，中国政治人物，河北省人大常委会原副主任。[128]

## 日期不詳
- 栗橋伸祐，年齡不詳，日本漫畫家，代表作《大叔冒險者的千夜一夜》。[129]